# Aloys Goergen

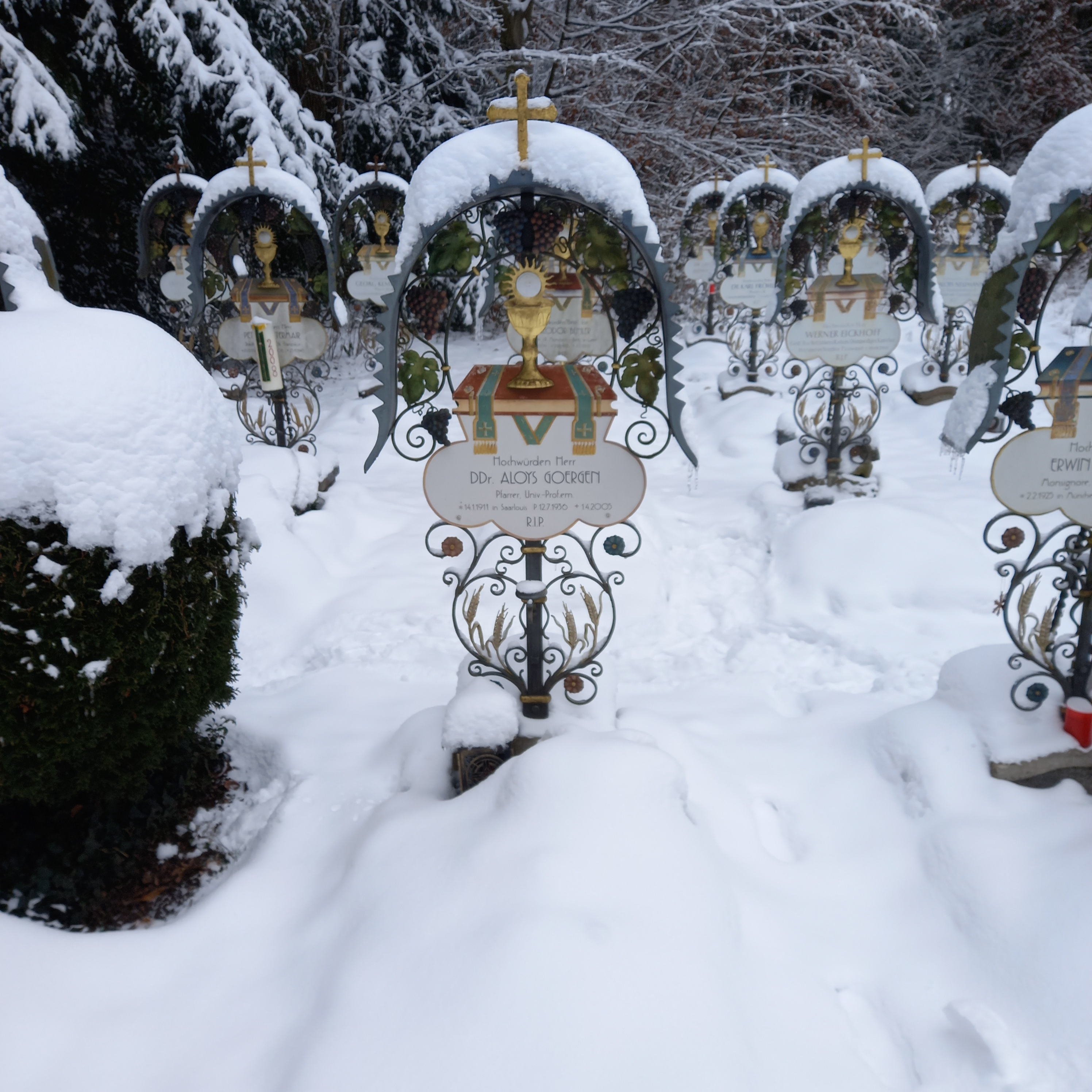
Das Grab von Aloys Goergen auf dem Waldfriedhof (München)

Aloys Goergen (* 14. Januar 1911 in Fraulautern; † 1. April 2005 in München) war ein deutscher Hochschullehrer für Liturgiewissenschaft und Ästhetik. Von der Katholischen Jugendbewegung der Weimarer Republik bis in die 2000er Jahre beeinflusste er die Neugestaltung des Kirchenbaus und des Gottesdienstes.

## Leben und Werk
Der Sohn eines Architekten legte 1931 das Abitur am Gymnasium am Stadtgarten (Saarlouis) ab. In der Katholischen Jugendbewegung gehörte er zum Führungskreis der Sturmschar im Katholischen Jungmännerverband und war von Romano Guardini beeindruckt, der den Quickborn führte und den er auf Burg Rothenfels kennenlernte.
„Jahr für Jahr strömten Hunderte von Studenten aller Fakultäten, Männer und Frauen aus allen, vornehmlich, aber nicht ausschließlich, akademischen Berufen nach Rothenfels zu den Osterfeiern. Nichts in Deutschland war den drei Festtagen auf Rothenfels vergleichbar, die in der Osternacht ihren Höhepunkt hatten. Das in der Kultfeier den Sinnen zugängliche Mysterium, selbst in der rudimentären vorkonziliaren Form, öffnete sich der gläubigen Gemeinde. Hier gab es keine Zuschauer mehr, keinen Mönchschor und rundherum Gebildete mit dem Schott in der Hand. Hier leuchtete aus der leiblich-sinnlichen Einheit der Versammlung die Vision des neuen, kommenden Gottesvolkes auf. Wer nicht das große, von Felix Messerschmid eingeübte, im Rittersaal oder über die ganze Burg hinleuchtende Osterhalleluja gesungen hat, kann kaum ahnen, welch unwiderstehliche Kräfte von diesen  Nächten aus sich über ganz Deutschland ausgebreitet haben, jenseits aller irrationalen Faszination, in leuchtender Nüchternheit.“
1932 las Aloys Goergen Guardinis Schrift Von heiligen Zeichen, die ihm den Weg zur Liturgiereform eröffnete. Zunächst studierte er an den kirchlichen Hochschulen Trier und Fulda, darauf an der LMU München katholische Theologie und Philosophie, obwohl er wegen Disziplinlosigkeit aus dem Trierer Priesterseminar herausgeflogen war. Dort gehörte er zum Kreis um Theodor Haecker. 1935 wurde er in München zum Dr. phil. über Kardinal Cajetan promoviert und im folgenden Jahr in Salzburg zum Priester geweiht. Der Weggang aus dem Deutschen Reich hing bereits mit Verfolgung zusammen, wie Hermann Krings bezeugt. Sein Studium setzte er in Salzburg und an der Universität Wien u. a. in Kunstgeschichte fort und schloss 1940 mit dem Dr. theol. ab. In Wien wirkte er als Kaplan an der privaten Neulandschule, wo sich eine Jugendgruppe um den Widerständler Friedrich Hansen-Löve gebildet hatte. Bis 1945 war er Mitglied der Missionare vom Kostbaren Blut. In Berlin wurde er 1938 kurzzeitig Assistent bei Guardini. Nach der Promotion 1940 wurde er eingezogen, in Litzmannstadt traf er am 2. Mai 1940 den späteren Widerständler Willi Graf. 1944 wurde er durch ein Kriegsgericht an der Ostfront wegen Wehrkraftzersetzung verurteilt, entzog sich aber durch eine Flucht nach Österreich, wo er Kontakt zum Widerstand aufnahm.
Nach dem Kriegsende 1945 war er kurz der kommissarische Verwalter/Rektor der Universität Wien, dann ging er nach München zurück. Goergen sammelte einen Kreis um sich, der sich seit 1950 zu den Hauptfesten an ausgewählte Orte zurückzog. „Diese Feiern waren nur dort möglich, wo man ungestört war und die für die Liturgie Verantwortlichen auf Seiten der liturgischen Bewegung standen. Denn Osterfeiern zur Nachtzeit, Verwendung der Muttersprache, Brot und Wein für alle Circumstantes riefen damals nicht nur den Einspruch von Behörden hervor.“ Er fand Kontakt zur Gruppe um Traudl Wallbrecher, die ab 1953 in Urfeld ein progressives Zentrum für eine Personalgemeinde aufbaute, und kaufte das Haus mit der Familie Wallbrecher. Dort praktizierte er auch Tanz in der Liturgie. Früh war er auf Künstler des Bauhauses gestoßen, von denen besonders Oskar Schlemmer eine Einheit von Raumarchitektur und Tanz zur Spiritualisierung anstrebte. Durch eine Begegnung mit dem Philosophen Karlfried Dürckheim fand er einen Weg zum meditativen Kunsterlebnis, das er in der Oster- und Pfingstliturgie umsetzen wollte. Bereits 1945 wurde er Kaplan in der Erzdiözese München-Freising an der Kirche Heilige Familie (München) und von 1946 bis 1963 Religionslehrer am Adolf-Weber-Gymnasium, wo er Franz-Xaver Kroetz den Schauspielberuf empfahl. Dann wurde er an der Akademie der Bildenden Künste München erst als Dozent, 1969 als Professor für Philosophie der Ästhetik, Ikonologie und Theologie des Sakralbaus berufen. Deren Präsident in einem dreiköpfigen Kollegium mit Thomas Zacharias und Franz Nagel wurde er in den unruhigen Zeiten von 1969 bis 1975. Im Juli 1970 trat es aus Protest gegen das Auftrittsverbot eines Aktionskünstlers kurzzeitig zurück. Dabei unterstützte er künstlerische Experimente zur Neugestaltung der Gottesdienste von Fritz Schranz. Von der Integrierten Gemeinde um die Wallbrechers löste er sich um 1968, weil er sie auf dem Weg in eine Sekte sah. Anstelle dessen gründete er ein Theologisches Forum. 1979 wurde er emeritiert. An der Universität Bamberg, Fakultät Katholische Theologie, lehrte er als Lehrbeauftragter für Liturgiewissenschaft vom Sommersemester 1979 bis einschließlich Wintersemester 1983/1984 und wurde mit einer Ehrenpromotion am 15. November 1982 geehrt.
Goergen ging es um die religiöse Dimension in der Kunst und die ästhetische Dimension alles Religiösen und Kultischen. Nach dem II. Vatikanischen Konzil gewann er Einfluss auf die katholische Liturgie. 1977 kaufte Goergen einen Bauernhof mit böhmischem Gewölbe und Stadel in Rattenbach beim niederbayerischen Döding (Landkreis Rottal-Inn). Unter Mithilfe örtlicher Handwerker und des Münchner Architekten Franz Xaver Lutz schuf er ein Seminarhaus mit Feierräumen, die Landakademie Rattenbach. Es sollte „eine Stätte erstehen, wo unter den Bedingungen der Kultur des 20. Jahrhunderts christliche Erfahrung eingeübt und reflektiert werden kann“.
Viele Künstler und Professorenkollegen ehrten ihn in der Festschrift von 1985: Hans Baschang, Günter Frühtrunk, Rita Grosse-Ruyken, Manfred Hollmann, Heinrich Kirchner, Fritz Koenig, Gerd Winner.
1973 wurde Goergen Vorsitzender des Deutschen Werkbundes Bayern. Beim Konzept des Altarraums von Sankt Johann von Capistran in Bogenhausen (1960) war er maßgeblich beteiligt.
Sein Bruder ist der saarländische Pfarrer und Künstler Josef Goergen.

## Schriften
- Kardinal Cajetans Lehre von der Analogie: ihr Verhältnis zu Thomas von Aquin, Phil. Dissertation München, Speyer 1938
- Die Lehre von der Sünde nach Cardinal Cajetans ungedrucktem Sentenzenkommentar, Theol. Dissertation Wien 1940
- Zum Konzept der Landakademie Rattenbach, in Kunst und Kirche, 1987 (50), Heft 3, S. 210–213
- Glaubensästhetik. Aufsätze zu Glaube, Liturgie und Kunst, hrsg. v. Albert Gerhards und Heinz Robert Schlette, LIT, Münster 2007. ISBN 978-3-8258-8385-0
- Mitautor: Kirchen: Handbuch Kirchbau, hrsg. v. Willy Weyres, 1959[18]

## Einzelbelege
1. ↑  Glaubensästhetik. Aufsätze zu Glaube, Liturgie und Kunst. Hrsg. von A. Gerhards/H. R. Schlette. Münster 2005, S. 18
2. ↑  Thomas Forstner: Priester in Zeiten des Umbruchs: Identität und Lebenswelt des katholischen Pfarrklerus in Oberbayern 1918 bis 1945. Vandenhoeck & Ruprecht, 2013, ISBN 978-3-647-55040-4 (google.de [abgerufen am 29. November 2020]).
3. ↑  Interview mit Hermann Krings: Philosophie zwischen Anpassung und Selbstbehauptung. In: Widerspruch 13. 1987, abgerufen am 29. November 2020.
4. ↑  Peter B. Steiner: Kirche und Kunst nach dem Konzil. In: Vereins für Christliche Kunst in den Bistümern der Kirchenprovinz Paderborn e.V. (Hrsg.): alte und neue Kunst. Band 48. Paderborn 2014, S. 6–22 (verein-christliche-kunst.de [PDF]).
5. ↑  Peter Goergen: Willi Graf - ein Weg in den Widerstand. Röhrig Universitätsverlag, 2009, ISBN 978-3-86110-458-2 (google.de [abgerufen am 30. November 2020]).
6. ↑  Sebastian Holzbrecher, Julia Knop, Benedikt Kranemann, Jörg Seiler: Revolte in der Kirche?: Das Jahr 1968 und seine Folgen. Verlag Herder GmbH, 2018, ISBN 978-3-451-83065-5 (google.de [abgerufen am 29. November 2020]).
7. ↑  Zeit und Stunde. Festschrift Aloys Goergen. Hermann Kern, Friedrich Piel und Hans Wichmann (Hrsg.), München 1985, S. 327–347
8. ↑  Tatjana K. Schnütgen: Tanz zwischen Ästhetik und Spiritualität: Theoretische und empirische Annäherungen. Vandenhoeck & Ruprecht, 2018, ISBN 978-3-647-57081-5, S. 202 (google.de [abgerufen am 29. November 2020]).
9. ↑  Die US-amerikanische Tänzerin Anna Halprin traf während ihres Studiums in Harvard ab 1937 emigrierte Künstler des Bauhauses und ging einen ähnlichen Weg.
10. ↑  François-Xavier Amherdt, Thomas Philipp, Jörg Schwaratzki: Theologie und Sprache bei Anselm Grün. Verlag Herder GmbH, 2016, ISBN 978-3-451-81918-6 (google.de [abgerufen am 29. November 2020]).
11. ↑  1970: Kunstakademie. Abgerufen am 29. November 2020.
12. ↑  Die FURCHE: Das Paradies auf Erden ist teuer erkauft. Abgerufen am 29. November 2020 (englisch).
13. ↑  KAIROS - Forum e.V. - Landakademie Rattenbach. Abgerufen am 29. November 2020.
14. ↑  Die Ruhe im Quadrat. Abgerufen am 29. November 2020 (deutsch).
15. ↑  Gebhard Streicher (Hrsg.): Bayern 75 Jahre Werkbund 1907 - 1982. München 1982.
16. ↑  Warum bei der Weihe von St. Johann von Capistran der Ambo fehlte * Robert Rechenauer Architekten. Abgerufen am 10. Dezember 2023.
17. ↑  Kunstdorf Hasenberg Ensdorf/Saar. In: Kunstlexikon Saar. Saarbrücken 2014 (institut-aktuelle-kunst.de [PDF]).
18. ↑  DNB-Info

| Personendaten    | Personendaten                                         |
| ---------------- | ----------------------------------------------------- |
| NAME             | Goergen, Aloys                                        |
| KURZBESCHREIBUNG | deutscher Kunsthistoriker und Liturgiewissenschaftler |
| GEBURTSDATUM     | 14. Januar 1911                                       |
| GEBURTSORT       | Fraulautern                                           |
| STERBEDATUM      | 1. April 2005                                         |
| STERBEORT        | München                                               |